# Momchil Nikolov
Pour les articles homonymes, voir Nikolov.
Momchil Nikolov est un joueur d'échecs bulgare né le 3 mars 1985 à Dobritch. Grand maître international depuis 2010, il a remporté le championnat de Bulgarie en 2016 avec 7 points sur 9.
Au 1er septembre 2016, Nikolov est le numéro cinq bulgare avec un classement Elo de 2 575.

## Palmarès
Nikolov a remporté :
- l'open d'Albena 2016 (7/9) ;
- l'open de Paechora 2016 (1er-4e) ;
- le Malahide Millennium Tournament 2013 (1er-2e) ;
- le Vivacom Open à Albena en 2015 (vainqueur au départage) ;
- le 30e ChessOrg Schachfestival à Bad Woerishofen en 2014 (7/9 , 1er-5e)
- l'open de Marseille 2014 ;
- l'open du 119e championnat d'échecs d'Écosse en 2012 à Glasgow (7/9 , 1er-5e)[2].

## Compétitions par équipe
Nikolov a représenté la Bulgarie lors de deux olympiades (en 2012 et 2016).